# داجات بوغوسیان
داجات "تاجات" بوقوسیان "بوغوسیان" (ارمنی: Տաճատ Պողոսյան؛ انگلیسی: Dajat Boghosian؛ (۱۹۰۵–۱۹۸۰) روزنامه‌نگار، محقق و کنشگر ادبی ارمنی‌تبار اهل ایران بود.
وی سردبیر روزنامهٔ ارمنی‌زبان آلیک، چاپ تهران و همچنین مؤلف تقویم‌های دیواری و جیبی رافی است.

## زندگی‌نامه
وی در سال ۱۹۰۵ میلادی (۱۲۸۴ خورشیدی) در روستای هفتوان، سلماس به دنیا آمد. پدرش از معلمان مشهور سلماس بود که بعدها به کسوت روحانیت درآمد. وی تحصیلات ابتدایی را در زادگاهش به پایان رساند و سپس جهت تحصیل در دانشکده علوم الهی گئورگیان («حوزهٔ دینی اچمیادزین») عازم اچمیادزین (واغارشاپات کنونی) گردید. لیکن به دلیل وقوع جنگ جهانی اول وی از این موهبت محروم گشت و پس از بازگشت به ایران تحصیلات خویش را در «مدرسهٔ مرکزی ارمنیان تبریز» به پایان رساند.
وی سال‌های طولانی به تدریس در مدارس روستای هفتوان، «مدرسهٔ ادونتیست‌های تبریز»، «مدرسه کانانیان» اصفهان و «مدرسه کوشش داوتیان» تهران پرداخته و در طی سال‌های ۱۹۶۶–۱۹۵۶ (۱۳۴۵–۱۳۳۵) مؤسس و مدیر مدرسهٔ «هور» بوده است.
داجات بوقوسیان همچنین کتاب‌های درسی زبان و تاریخ ارمنی را برای کلاس‌های پنجم تا دوازدهم به چاپ رسانده است. در کنار تدریس در مدارس وی به فعالیت مطبوعاتی نیز پرداخته و در فاصله سال‌های ۳۹–۱۹۳۷ (۱۳۱۶-۱۳۱۸) مجله ادبی و علمی «ناواسارد» و در طی سال‌های ۴۵–۱۹۴۳ (۱۳۲۲-۱۳۲۴) به همراه هوسپ تادوسیان و هامبارتسوم گریگوریان مجله «لویس» را سردبیری و منتشر نموده است. وی همچنین بین سال‌های ۵۵–۱۹۴۹ (۱۳۲۸-۱۳۳۴) سردبیر روزنامه «آلیک» بود و از سال ۱۹۵۰ (۱۳۲۹) سالنامه «رافی» را پایه‌گذاری و منتشر نمود که تا کنون نیز به فعالیت خویش ادامه می‌دهد. این سالنامه مرجعی موثق جهت مطالعه و تحقیق شصت سال اخیر ارمنی‌های ایران می‌باشد.
در میانهٔ ۱۹۷۳ (۱۳۵۲) داجات بوغوسیان بار دیگر به سمت سردبیری روزنامه منصوب شد و طی ۱۹۷۳–۱۹۷۴ به منزلهٔ سیزدهمین سردبیر آلیک هیئت تحریریه را سرپرستی کرد.
داجات بوقوسیان در سال ۱۹۸۰ میلادی (۱۳۵۹ خورشیدی) در تهران درگذشت.